# الرونة (فرع العدين)

تعديل مصدري - تعديل

الرونة محلة تابعة لقرية الراهدة، التابعة لعزلة الوزيرة بمديرية فرع العدين إحدى مديريات محافظة إب في الجمهورية اليمنية، بلغ تعداد سكانها 50 حسب تعداد اليمن لعام 2004.